# Thomas G. Burch
Thomas G. Burch (Henry megye, 1869. július 3. – Martinsville, 1951. március 20.) az Amerikai Egyesült Államok szenátora (Virginia, 1946).